# 映欧嘉纳
映欧嘉纳（原名包括、與）是一間法國電影發行及製作公司。該公司為頻道+集團旗下一部門，屬威望迪所有。

## 歷史
該公司由Pierre Lescure為了Canal +電視網於西元1988年創立的製片公司。最專注於法國和歐洲影壇，但後來與美國製片公司達成戰略協議。頻道製片公司早年以Le Studio Canal +的名義在美國製作的著名作品包括《終結者2：審判日》、《誰殺了甘迺迪》、《魔鬼戰將》、《巔峰戰士》和《星際奇兵》等片。
該公司資助的其他電影包括《U-571》和《BJ單身日記》。StudioCanal還資助了大衛·林區的電影《穆赫蘭大道》的最後三分之一。 StudioCanal還資助的法語電影，例如《狙魔特攻》（成為美國過去二十年第二賣座的法語片）。在頻道製片公司作品中的最高票房紀錄是《終結者2：審判日》，全球票房收入5.19億美元。

## 外部連結
- 官方网站
- 映欧嘉纳的新浪微博